# Turniej o Srebrny Kask 1981
Turniej o Srebrny Kask 1981 w sporcie żużlowym – coroczny turniej żużlowy organizowany przez Polski Związek Motorowy. Szesnasty finał odbywał się w Toruniu, gdzie wygrał Mirosław Berliński.

## Finał
- 24 września 1981 r. (czwartek), Toruń

| Msc. | Zawodnik                 | Klub                 | Pkt |             |  |
| ---- | ------------------------ | -------------------- | --- | ----------- |  |
| 1    | Mirosław Berliński       | Wybrzeże Gdańsk      | 14  | (3,2,3,3,3) |  |
| 2    | Herbert Karwat           | Kolejarz Opole       | 13  | (2,3,3,2,3) |  |
| 3    | Maciej Jaworek           | Falubaz Zielona Góra | 12  | (2,2,3,2,3) |  |
| 4    | Jan Woźnicki             | Apator Toruń         | 11  | (3,1,2,3,2) |  |
| 5    | Krzysztof Głowacki       | Polonia Bydgoszcz    | 10  | (3,2,1,2,2) |  |
| 6    | Stanisław Pogorzelski    | Kolejarz Opole       | 9   | (u,2,1,3,3) |  |
| 7    | Antoni Skupień           | ROW Rybnik           | 9   | (3,0,3,1,2) |  |
| 8    | Grzegorz Sterna          | Unia Leszno          | 7   | (2,3,2,w,0) |  |
| 9    | Henryk Jasek             | Sparta Wrocław       | 7   | (1,3,1,2,0) |  |
| 10   | Marek Bzdęga             | Unia Leszno          | 6   | (0,3,1,1,1) |  |
| 11   | Grzegorz Dzikowski       | Wybrzeże Gdańsk      | 5   | (1,1,2,0,1) |  |
| 12   | Stanisław Racięda        | Stal Gorzów Wlkp.    | 5   | (1,1,2,1,d) |  |
| 13   | Jan Szydlik              | GKM Grudziądz        | 4   | (2,1,0,0,1) |  |
| 14   | Ryszard Gabrych          | Polonia Bydgoszcz    | 2   | (1,0,d,0,1) |  |
| 15   | Marian Darzycki          | Stal Rzeszów         | 0   | (0,0,u,-,-) |  |
| 16   | Marek Kępa               | Motor Lublin         | 0   | (u,d,d,-,-) |  |
|      | rez. Jan Krzystyniak     | Falubaz Zielona Góra | 1   | (1,0)       |  |
|      | rez. Czesław Miastkowski | GKM Grudziądz        | 5   | (3,2)       |  |
|      | Kazimierz Placek         | Unia Tarnów          |     |             |  |